# Mers Sultan
Mers Sultan (en àrab مرس السلطان, Mars as-Sulṭān; en amazic ⵎⴰⵔⵙ ⵙⵓⵍⵟⴰⵏ) és un districte (arrondissement) de la ciutat de Casablanca, dins la prefectura de Casablanca, a la regió de Casablanca-Settat, al Marroc. Segons el cens de 2014 tenia una població total de 129.758 persones.